# 下呂市立萩原南中学校
下呂市立萩原南中学校（げろしりつ はぎわらみなみちゅうがっこう）は、岐阜県下呂市萩原町萩原にある公立中学校。

## 概要
- 全校生徒200人程度で下呂市立萩原小学校の生徒が進学する。

## 沿革
前身は萩原町立萩原中学校であり、萩原南中学校の開校日は萩原中学校の開校日と同じ1947年6月である。1947年6月から1952年12月の沿革は萩原町立萩原中学校#沿革を参照のこと。
- 1952年（昭和27年）12月 - 萩原町・川西村学校組合の中学校の名称が、萩原・川西組合立南中学校に決まる。校舎が完成。
- 1953年（昭和28年）1月7日 - 萩原・川西組合立南中学校として開校。校区は萩原中学校校区の南部（萩原・花池・桜洞・上・上呂・中呂）と、川西中学校校区の南部（西上田・跡津・羽根）を引き継ぐ。
- 1956年（昭和31年）8月 - 町村合併により萩原町立南中学校と改称。
- 1982年（昭和57年）8月 - 新校舎（鉄筋コンクリート造3階建）が完成。
- 2004年（平成16年）3月 - 町村合併により下呂市立萩原南中学校と改称。
- 2017年（平成29年）3月 - 旧下呂市立馬瀬中学校を統合する。

## アクセス
- 国道41号萩原交差点を東へ400m。
- JR高山本線飛騨萩原駅すぐ。

## 周辺施設
- みなみこども園
- 萩原諏訪城跡
- 岐阜県立益田清風高校
- 萩原郵便局
- 飛騨農業協同組合萩原支店